# 魏德巴赫河
49°47′08″N 9°35′52″E / 49.785557°N 9.597857°E
魏德巴赫河（德語：Weidbach），是德國的河流，位於該國東南部，由巴伐利亞負責管轄，屬於美因河的右支流，河道全長2.5公里，流域面積2平方公里。